# Željko Krajan
Željko Krajan, né le 3 février 1979 à Varaždin, est un joueur de tennis professionnel croate devenu entraîneur.
Il est principalement connu pour être le capitaine de l'équipe de Croatie de Coupe Davis depuis 2012, succédant à Goran Prpić qui était en poste depuis 2007. En 2016, il mène son équipe jusqu'en finale, grâce à une victoire sur la France. En 2018, l'équipe s'impose en finale, après une nouvelle victoire contre la France. En 2019, la fédération croate met fin à son contrat à une semaine du début de la phase finale.

## Carrière
Vainqueur de 7 tournois Future dont 5 en simple, il s'est imposé au Challenger de Kamnik en 2001 et a participé à deux finales à Genève et Weiden. Il a joué 3 matchs de Coupe Davis en 1998 et 1999 aux côtés d'Ivan Ljubičić et Mario Ančić. Sur le circuit ATP, il réalise sa meilleure performance en atteignant les demi-finales de l'Open d'Umag en 2002 après avoir battu Ljubičić, 33e mondial. Il met un terme à sa carrière en 2005 à cause de blessures à l'épaule et aux quadriceps.
Il a entraîné Dinara Safina pendant plusieurs années et l'a amenée jusqu'au 1er rang mondial en 2009. Il a aussi collaboré avec Dominika Cibulková entre 2010 et 2012, Laura Robson, Márcos Baghdatís, Borna Ćorić et Ana Konjuh.
Il est en couple avec la joueuse de tennis slovène Polona Hercog.

## Parcours dans les tournois duGrand Chelem

### En simple
| Année | Open d'Australie | Open d'Australie | Internationaux de France | Internationaux de France | Wimbledon       | Wimbledon | US Open | US Open |
| ----- | ---------------- | ---------------- | ------------------------ | ------------------------ | --------------- | --------- | ------- | ------- |
| 2003  | 1er tour (1/64)  | A. Roddick       | 1er tour (1/64)          | M. Verkerk               | 1er tour (1/64) | N. Massú  | —       | —       |

N.B. : à droite du résultat se trouve le nom de l'ultime adversaire.